# One in Ten
„One in Ten” − singiel brytyjskiego zespołu UB40 wchodzący w skład drugiego w ich karierze albumu Present Arms.